# Kim Linehan
Kimberley „Kim“ Ann Linehan (* 11. Dezember 1962 in Bronxville, New York) ist eine ehemalige Schwimmerin aus den Vereinigten Staaten. Sie war Weltmeisterin und Siegerin bei den Panamerikanischen Spielen über 800 Meter Freistil.

## Karriere
Bei den Schwimmweltmeisterschaften 1978 in West-Berlin gewann Kim Linehan die Bronzemedaille sowohl über 400 Meter Freistil als auch über 800 Meter Freistil. In beiden Wettbewerben siegte die Australierin Tracey Wickham vor Cynthia Woodhead und Kim Linehan. Bei den Panamerikanischen Spielen 1979 in San Juan siegte Linehan über 800 Meter Freistil vor ihrer Landsfrau Jennifer Hooker. Auch über 200 Meter Freistil gab es einen Doppelsieg für die USA, Cynthia Woodhead gewann vor Kim Linehan. Einen Monat nach den Panamerikanischen Spielen stellte Linehan einen Weltrekord auf der nichtolympischen 1500-Meter-Freistildistanz auf, der erst acht Jahre später von Janet Evans unterboten wurde. 1980 war Kim Linehan im Schwimmteam der Vereinigten Staaten für die Olympischen Spiele in Moskau, das wegen des Olympiaboykotts nicht antreten durfte.
Im Jahr darauf bei der Universiade 1981 gewann Linehan die Titel über 400 und 800 Meter Freistil. 1982 bei den Weltmeisterschaften in Guayaquil trat Linehan nur über 800 Meter Freistil an und siegte vor der Britin Jackie Willmott und Carmela Schmidt aus der DDR. 1983 pausierte Linehan. Bei den Olympischen Spielen 1984 in Los Angeles erreichte Linehan das Finale über 400 Meter Freistil mit der drittbesten Vorlaufzeit. Im Finale siegte Tiffany Cohen aus den Vereinigten Staaten vor den beiden Britinnen Sarah Hardcastle und June Croft. Mit 0,77 Sekunden Rückstand auf Croft belegte Linehan den vierten Platz.
Linehan schwamm für die University of Texas at Austin. Nach den Olympischen Spielen 1984 beendete sie ihre sportliche Karriere und besuchte die University of South Florida. Nach ihrem Abschluss arbeitete sie als Sozialarbeiterin im Gesundheitswesen von Peoria in Illinois. 1997 wurde Kim Linehan in die International Swimming Hall of Fame aufgenommen.